# Col de Freissinières
Le col de Freissinières ou col d'Orcières est un col de France qui se situe sur la crête des vallées d'Orcières et de Freissinières, dans le massif des Écrins. Il est situé à la limite du parc national des écrins. Il surplombe le lac des Estaris.

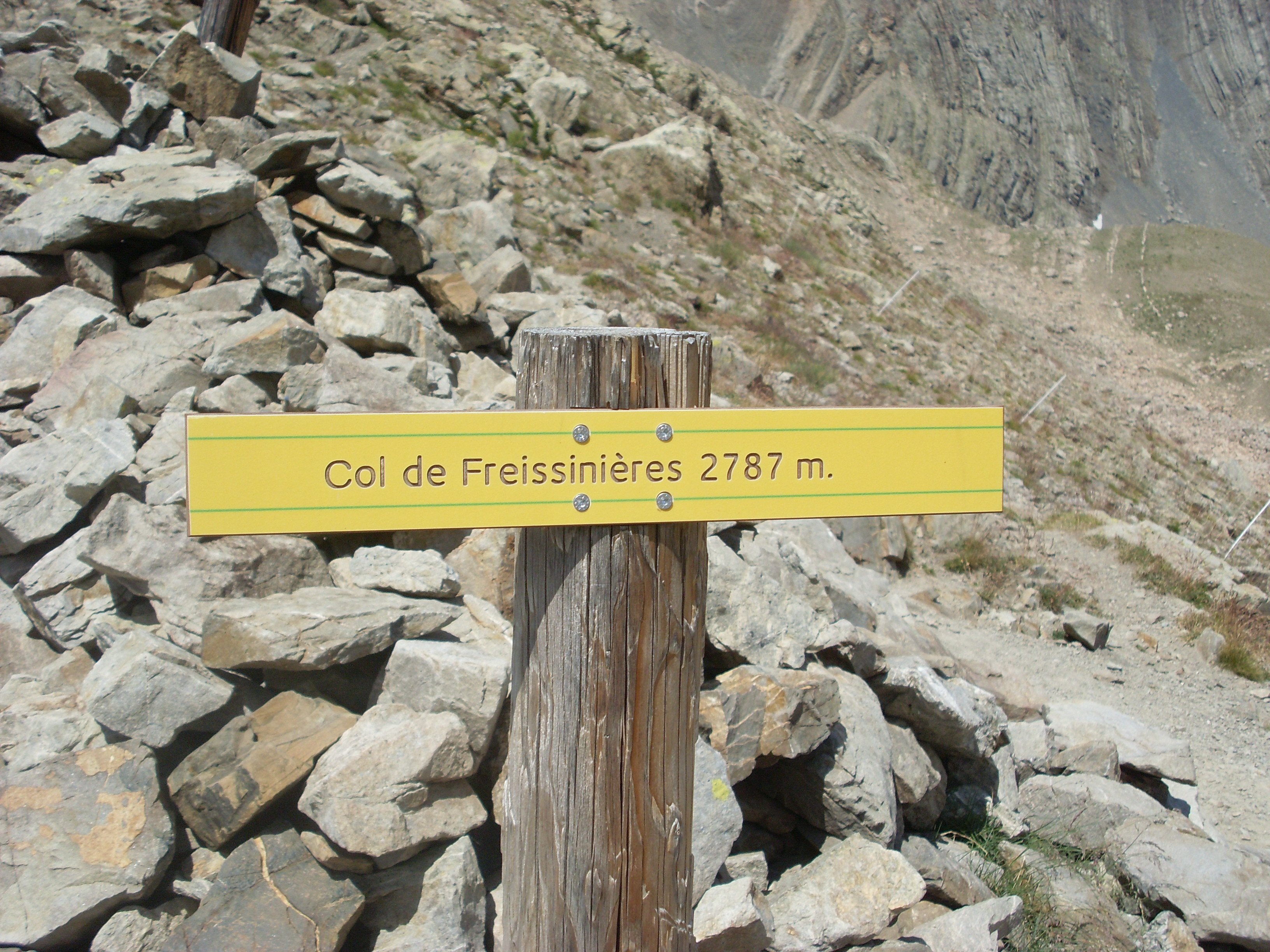
Panneau indiquant le col de Freissinière, au niveau du col.
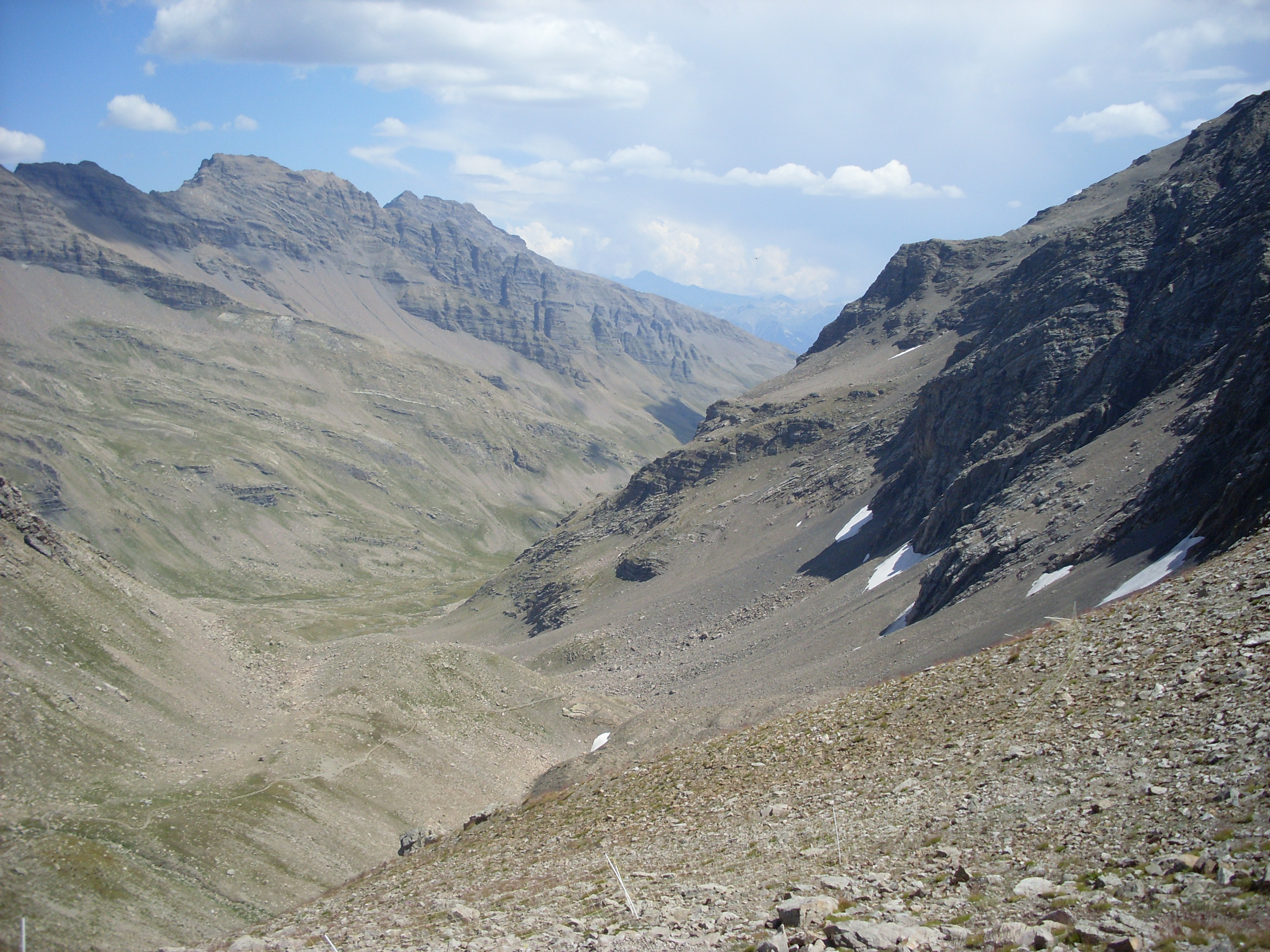
Vue depuis le col sur la vallée de Freissinières.
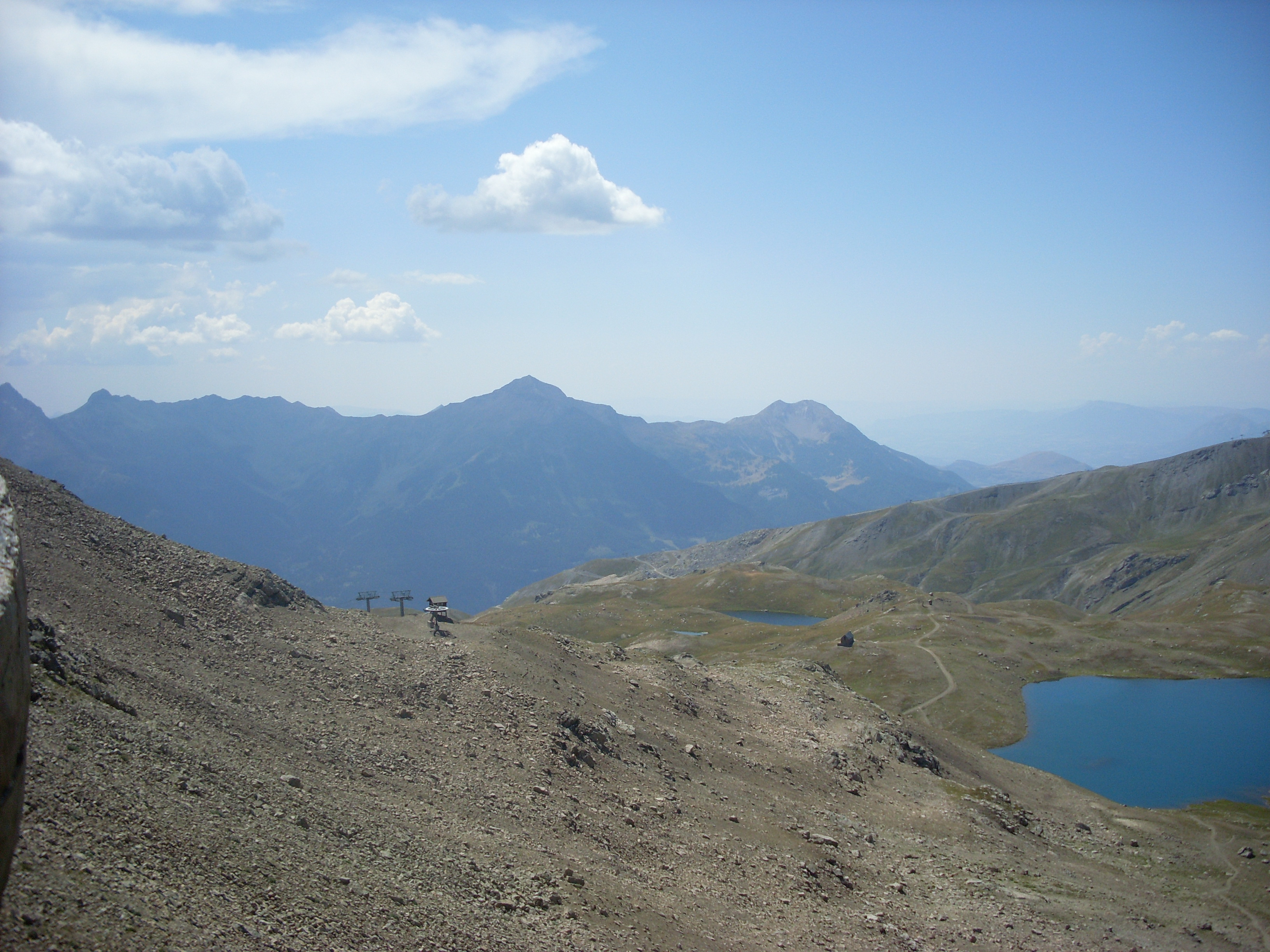
Vue depuis le col sur la vallée du Champsaur ; au fond, les Autanes, devant, le lac des Estaris.